# جان ستيرن
جان ستيرن (بالفرنسية: Jean Stern)‏ هو مبارز بالسيف وكاتب فرنسي، ولد في 19 فبراير 1875 في باريس في فرنسا، وتوفي بنفس المكان في 15 ديسمبر 1962.

## وصلات خارجية
- جان ستيرن على موقع اللجنة الأولمبية الدولية (الإنجليزية)
- جان ستيرن على موقع أوليمبيديا (الإنجليزية)